# Công trình hai bờ sông Seine
48°51′30″B 2°17′39″Đ / 48,85833°B 2,29417°Đ
Công trình hai bờ sông Seine là một quần thể kiến trúc các công trình nằm hai bên bờ sông Seine, được UNESCO công nhận là di sản thế giới.

## Danh sách các công trình nằm hai bờ sông Seine

1. Cầu Alexandre-III
2. Palais de Chaillot
3. Quảng trường Concorde
4. Grand Palais
5. Điện Les Invalides
6. Viện bảo tàng Louvre
7. Cầu Mirabeau
8. Palais Bourbon
9. Petit Palais
10. Pont Neuf
11. Tháp Eiffel
12. Quảng trường Trocadéro
13. Tuileries
14. Île Saint-Louis
15. Île de la Cité
16. Nhà thờ Đức Bà Paris
17. Nhà thờ Saint-Germain-l'Auxerrois

## Hình ảnh

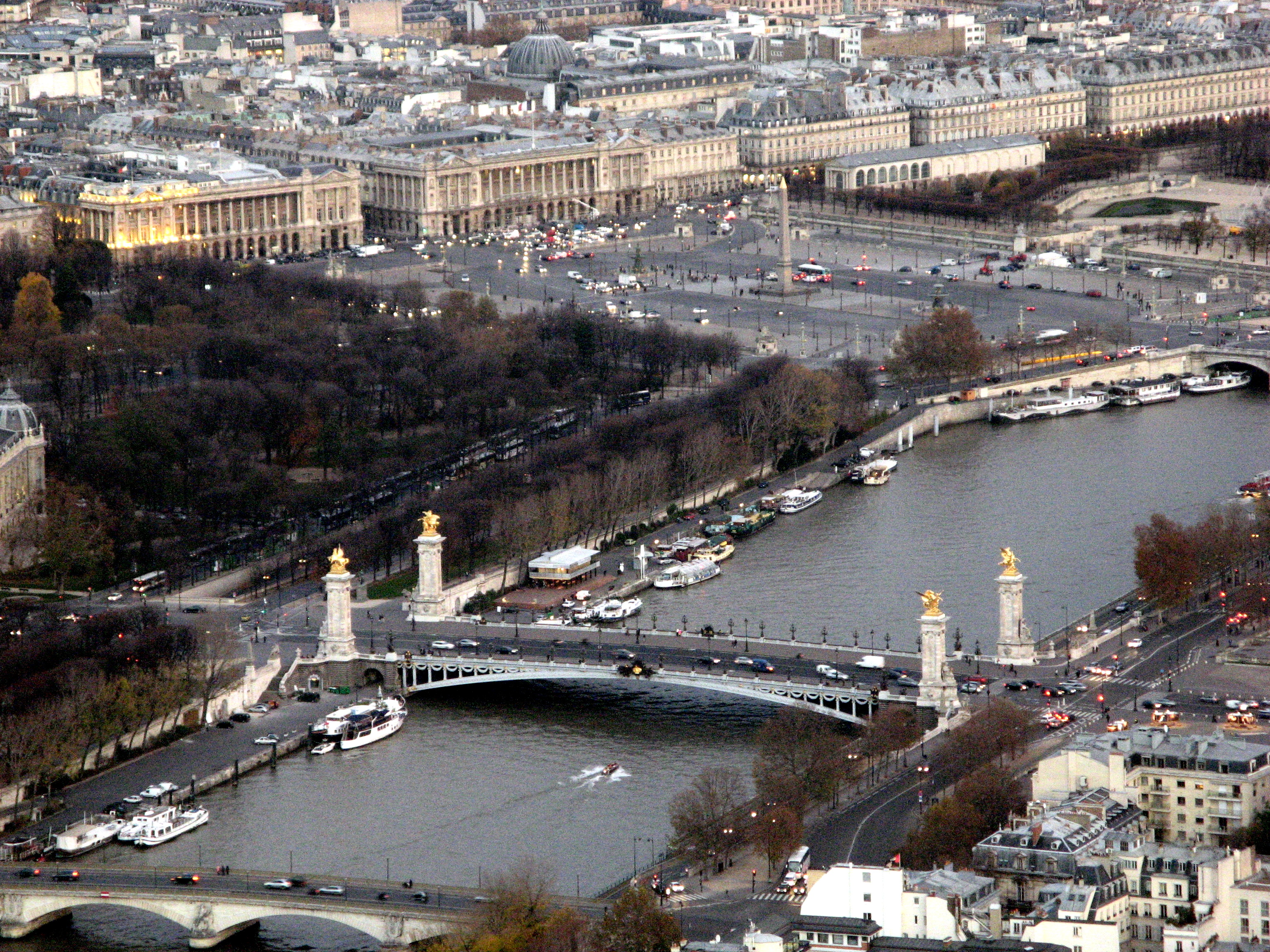
Cầu Alexandre III
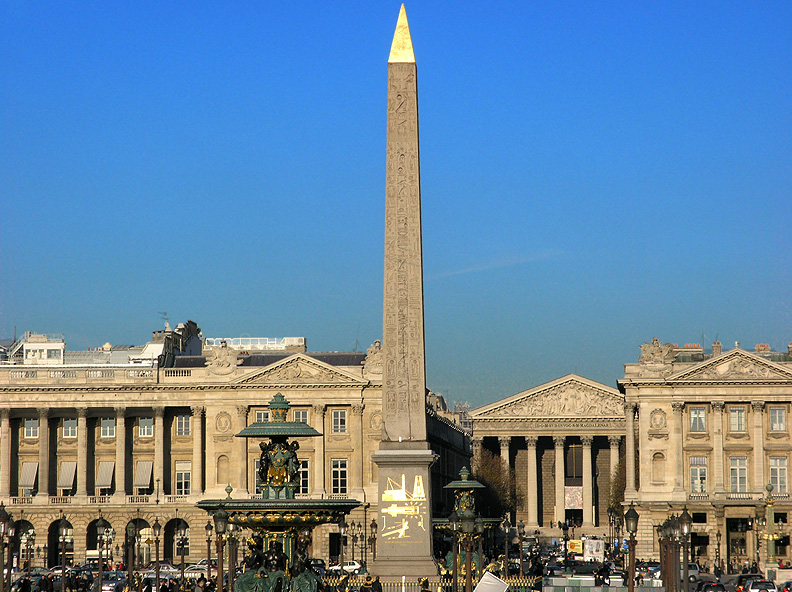
Quảng trường Concorde
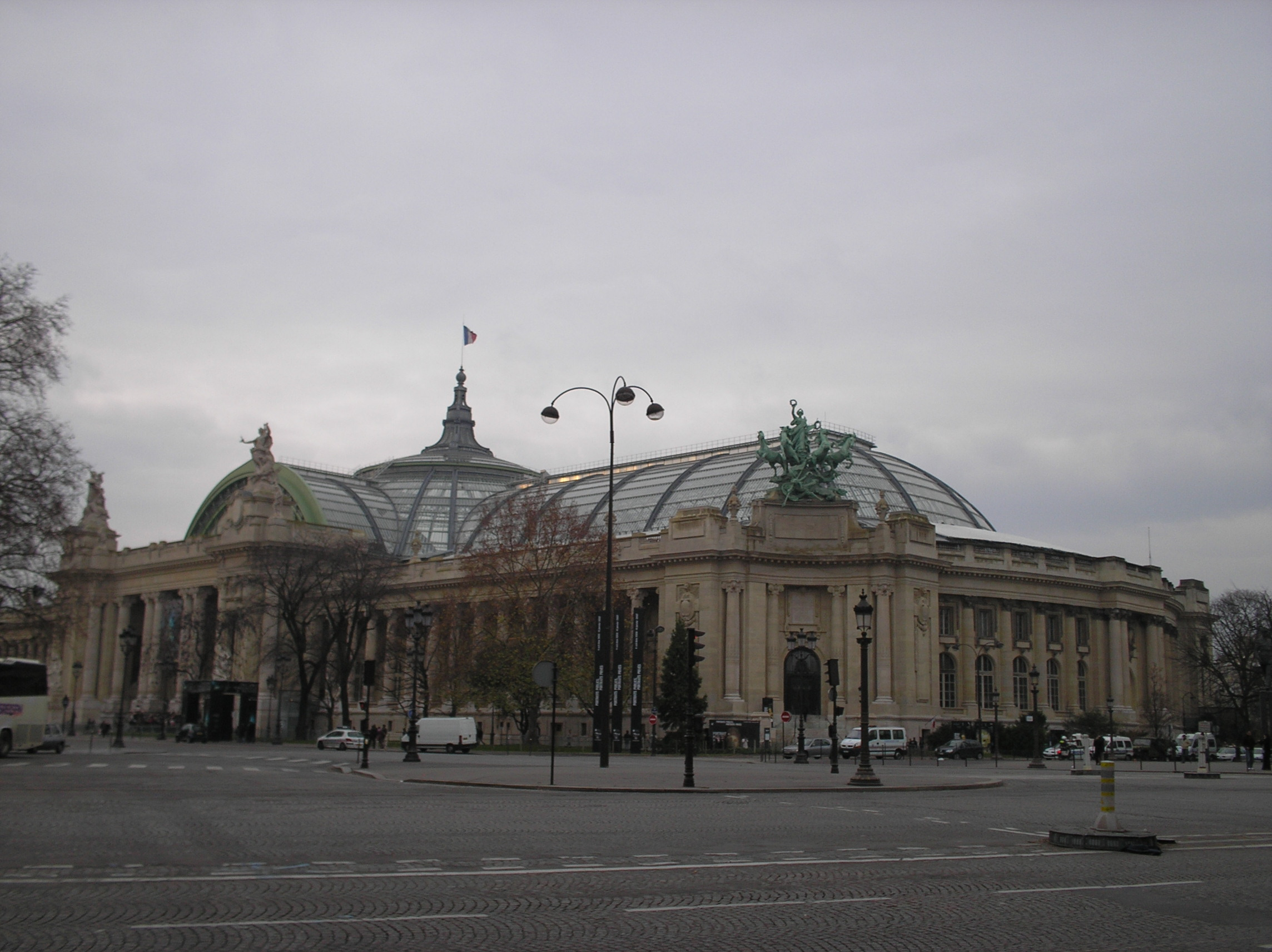
Grand Palais
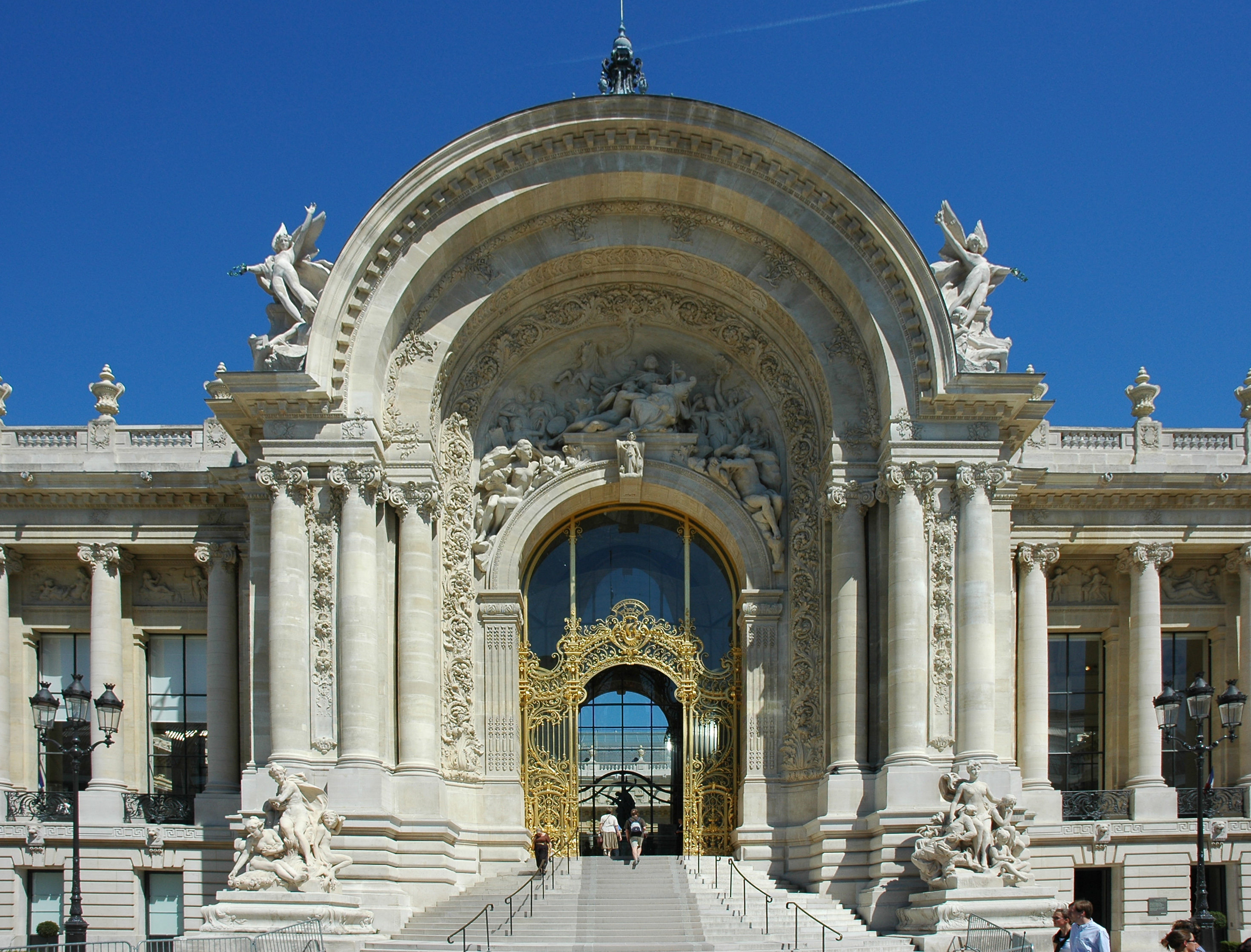
Petit Palais
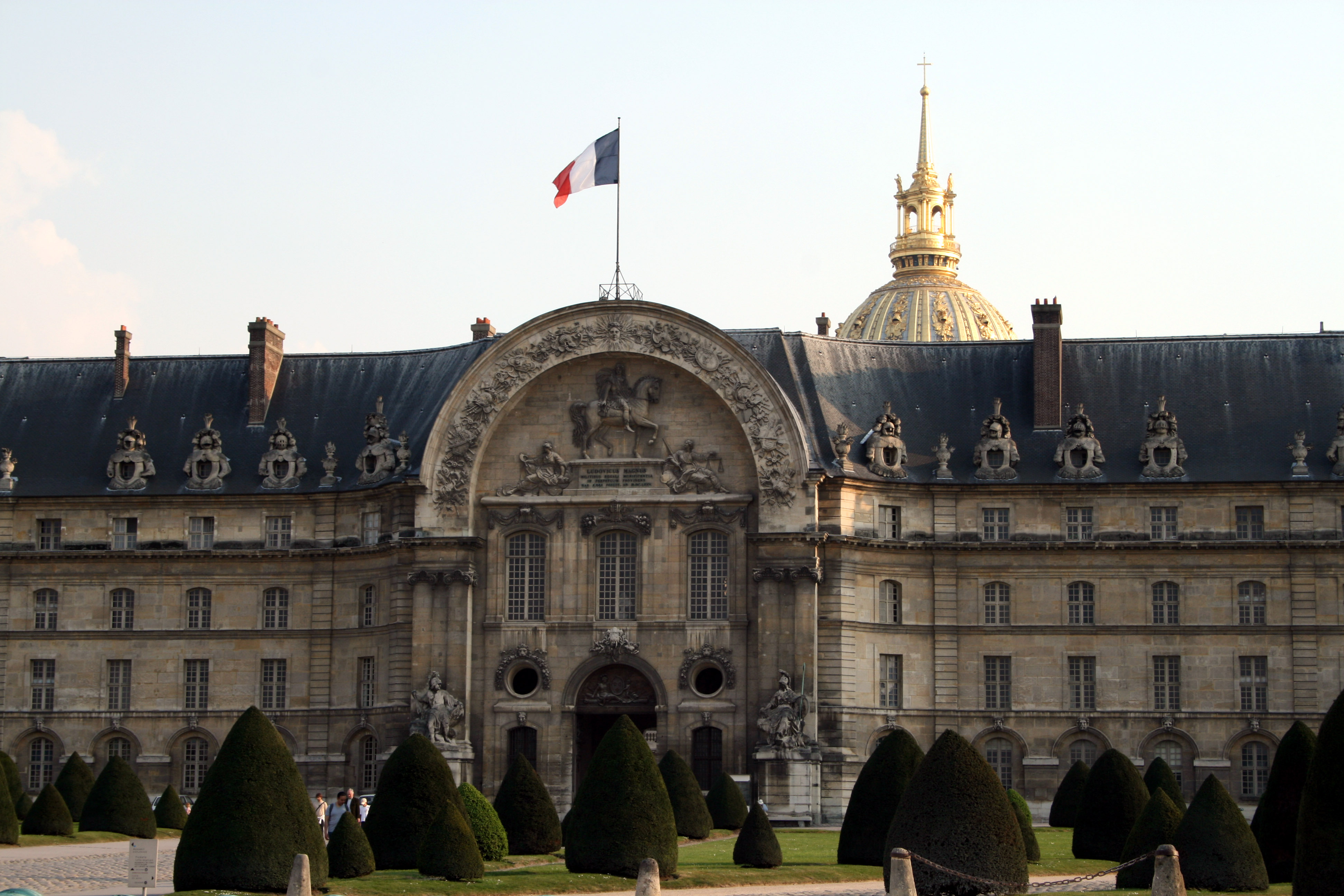
Điện Invalides
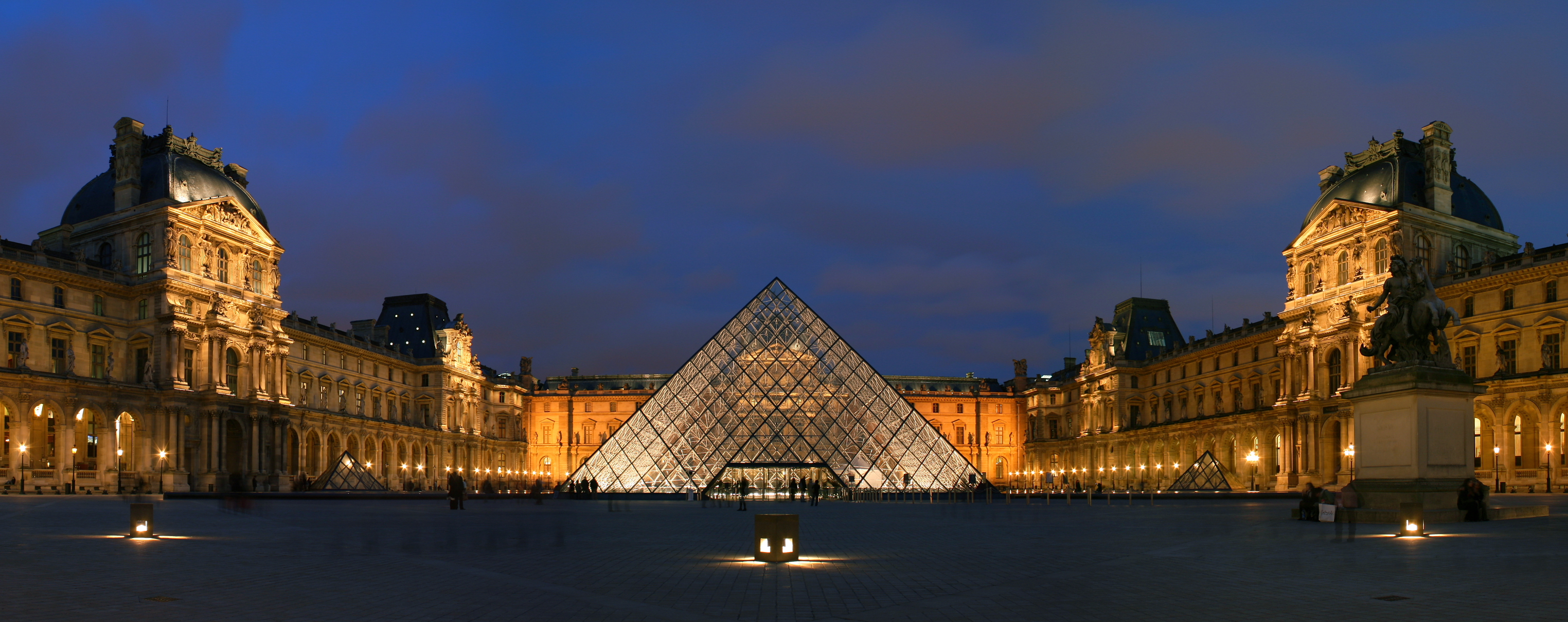
Viện bảo tàng Louvre
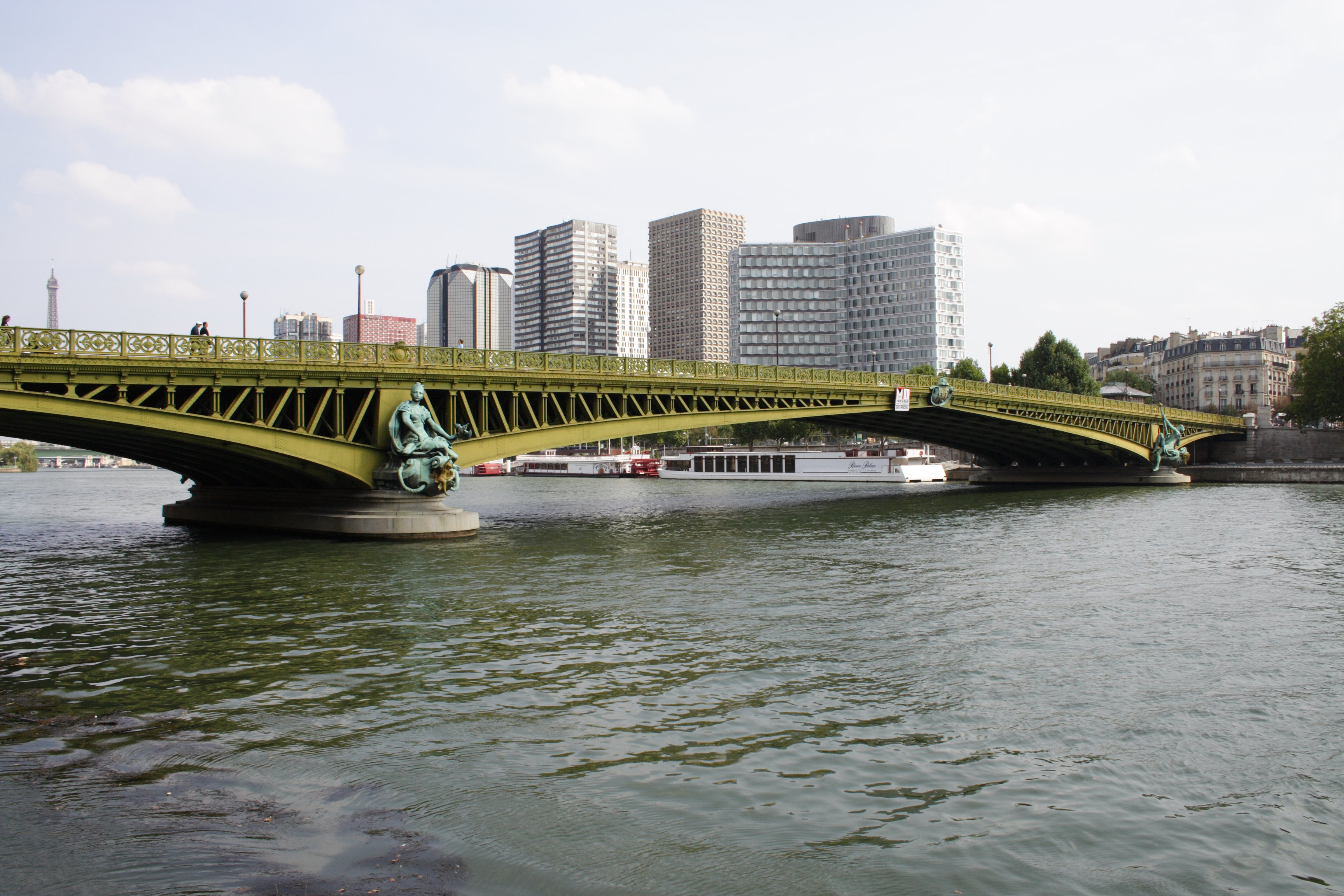
Cầu Mirabeau
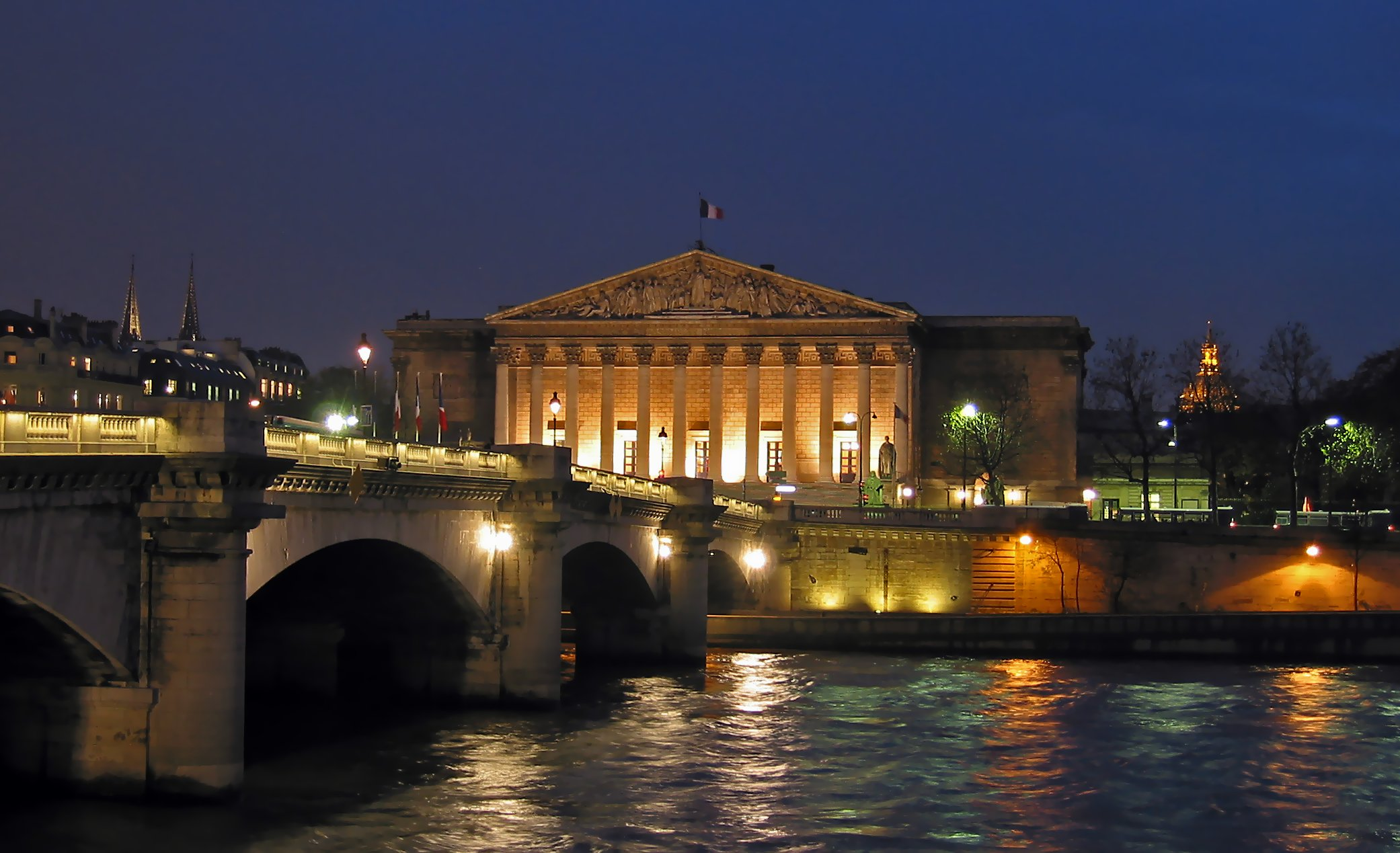
Palais Bourbon
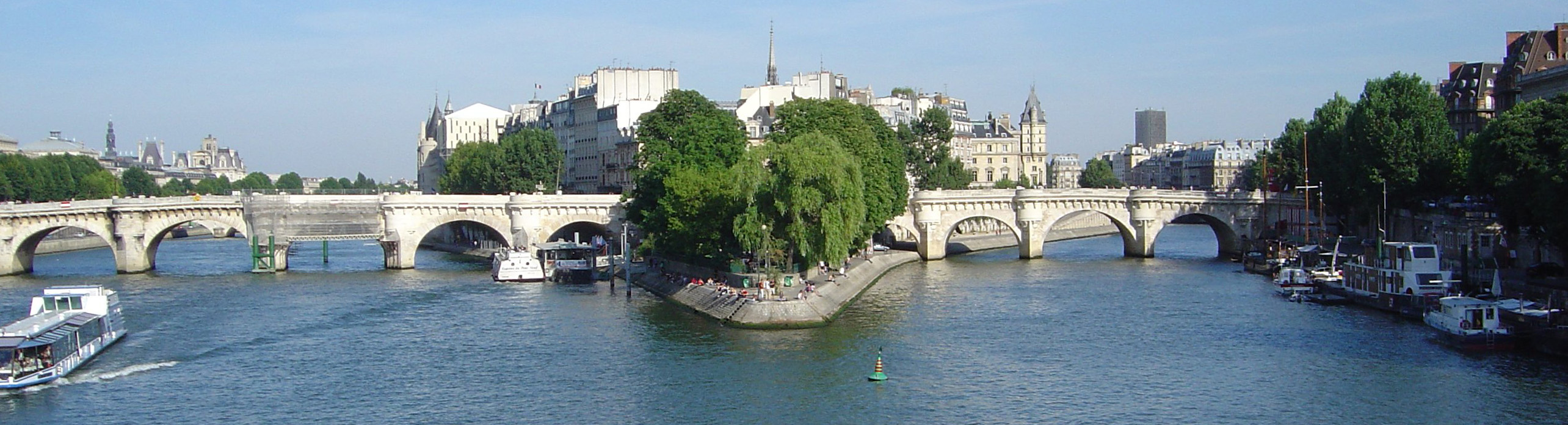
Pont Neuf
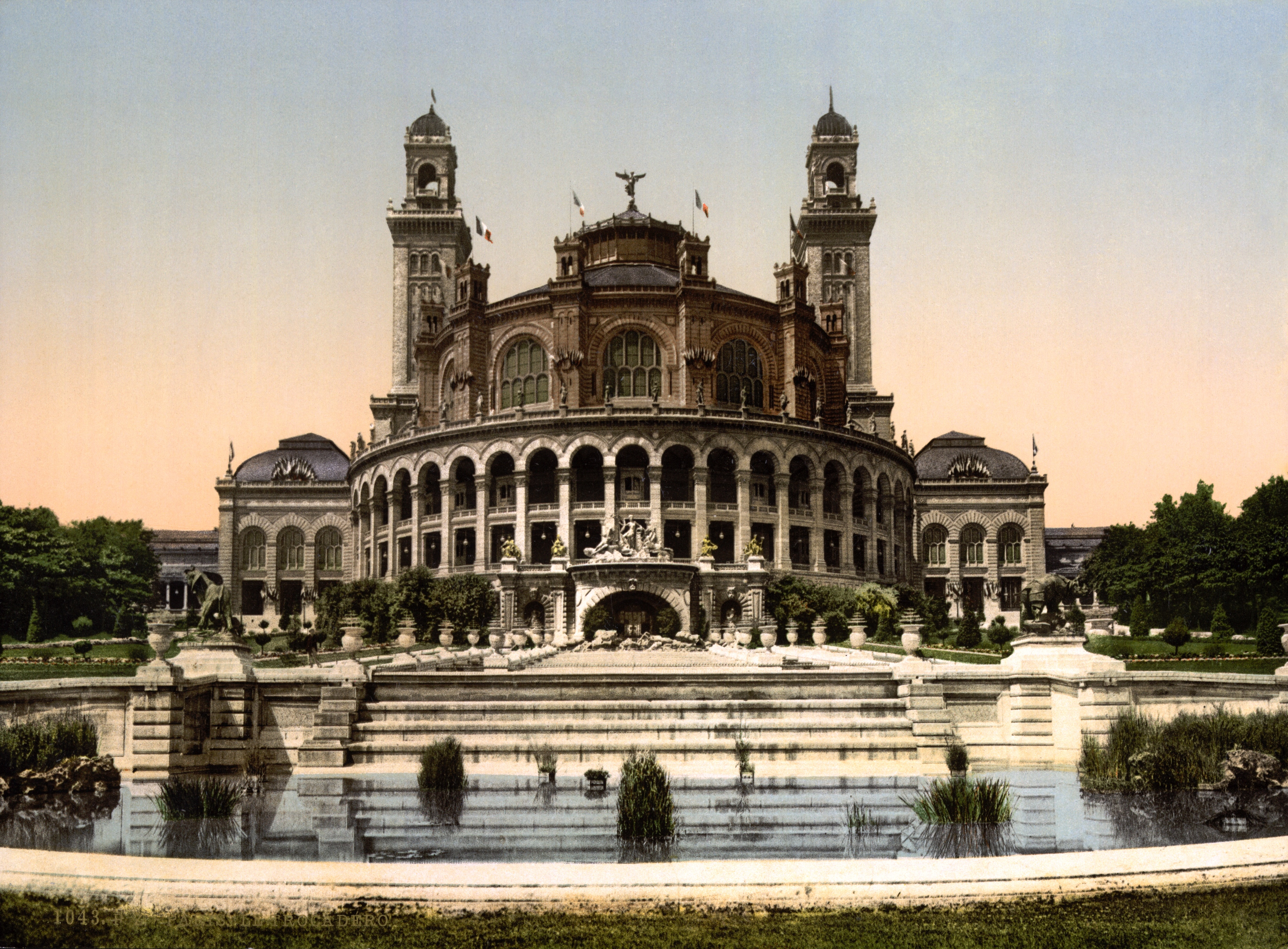
Palais de Trocadero, đằng sau là Quảng trường Trocadero
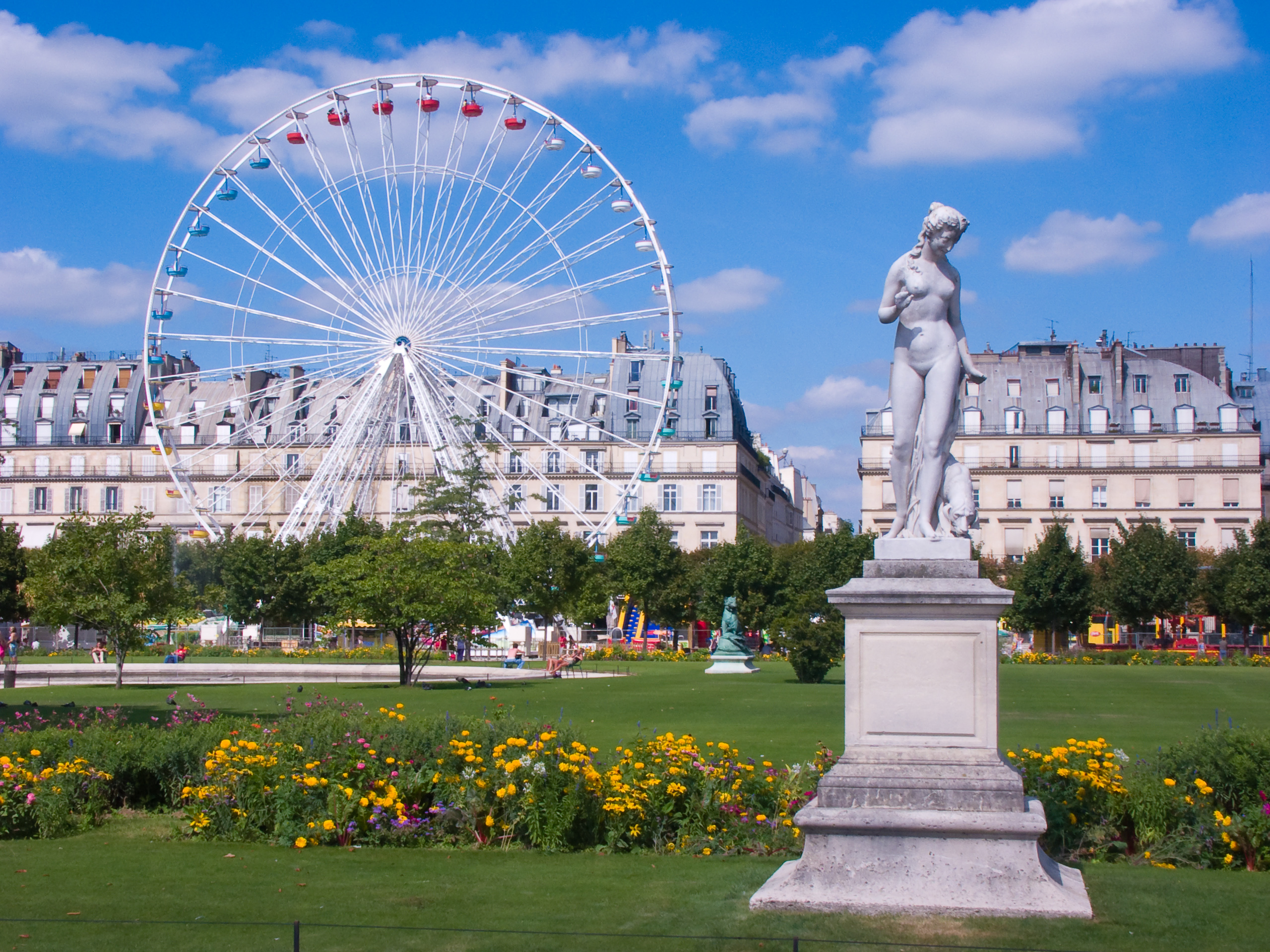
Vườn Tuileries
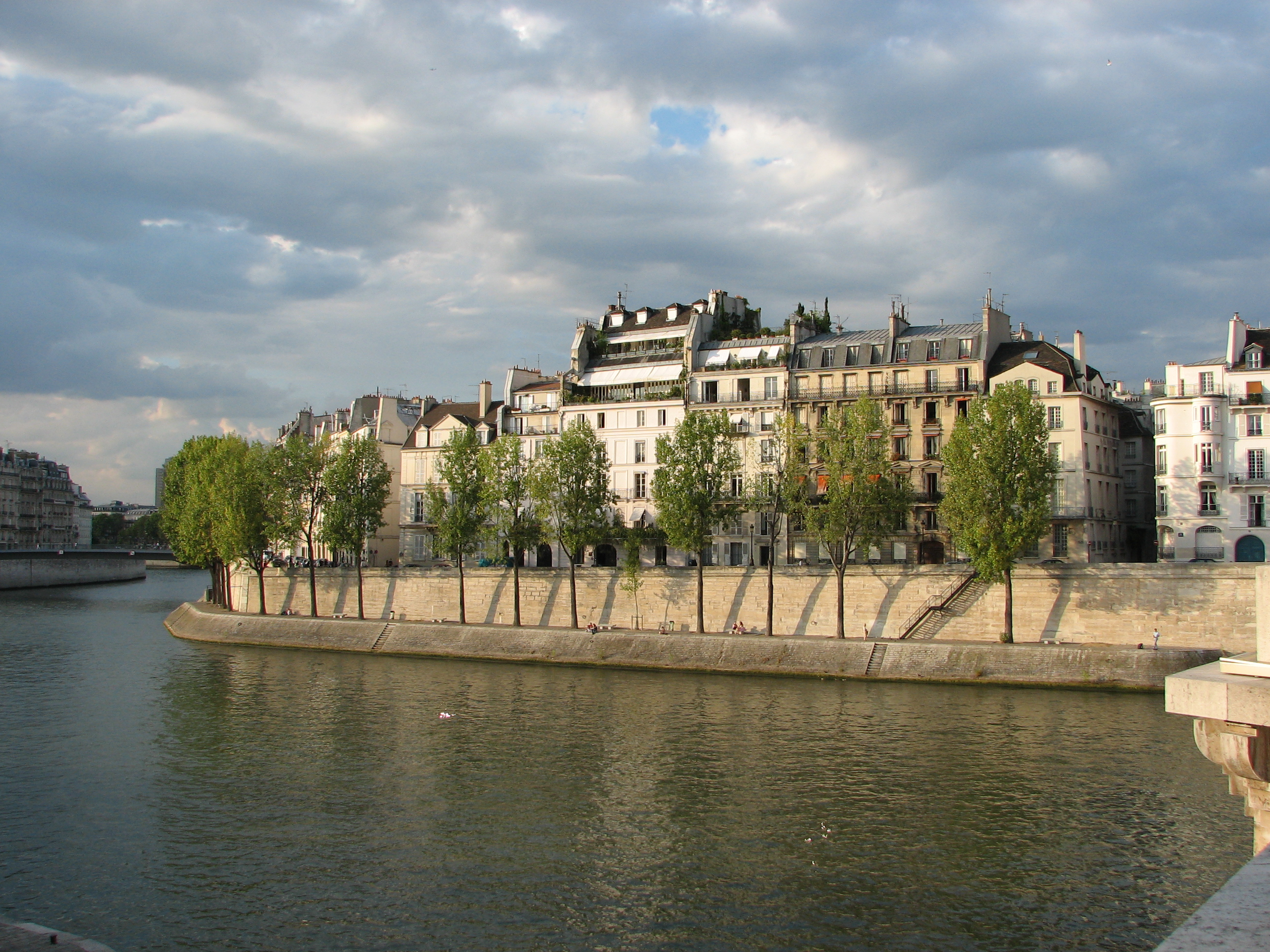
Île Saint-Louis
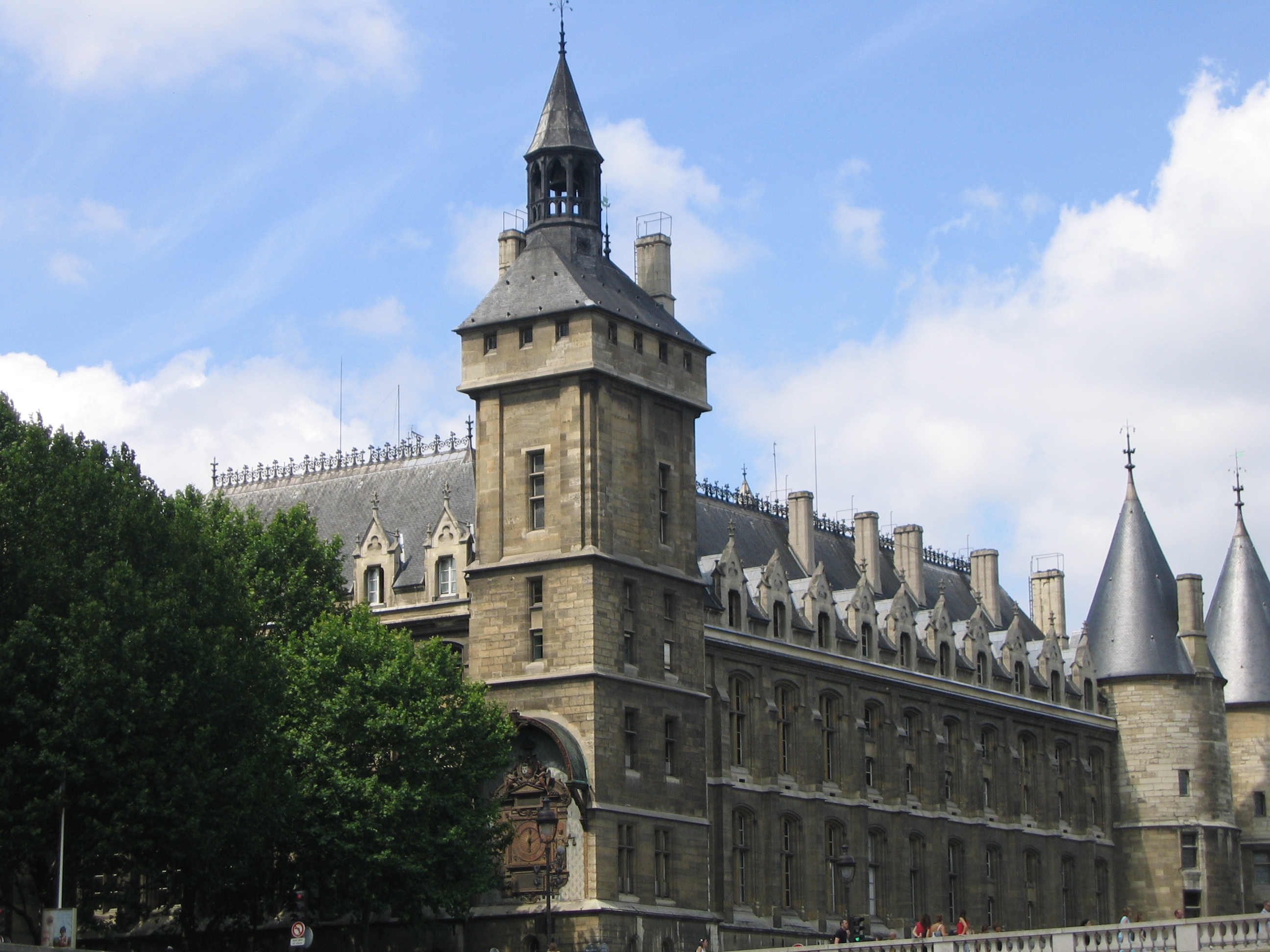
Île de la Cité
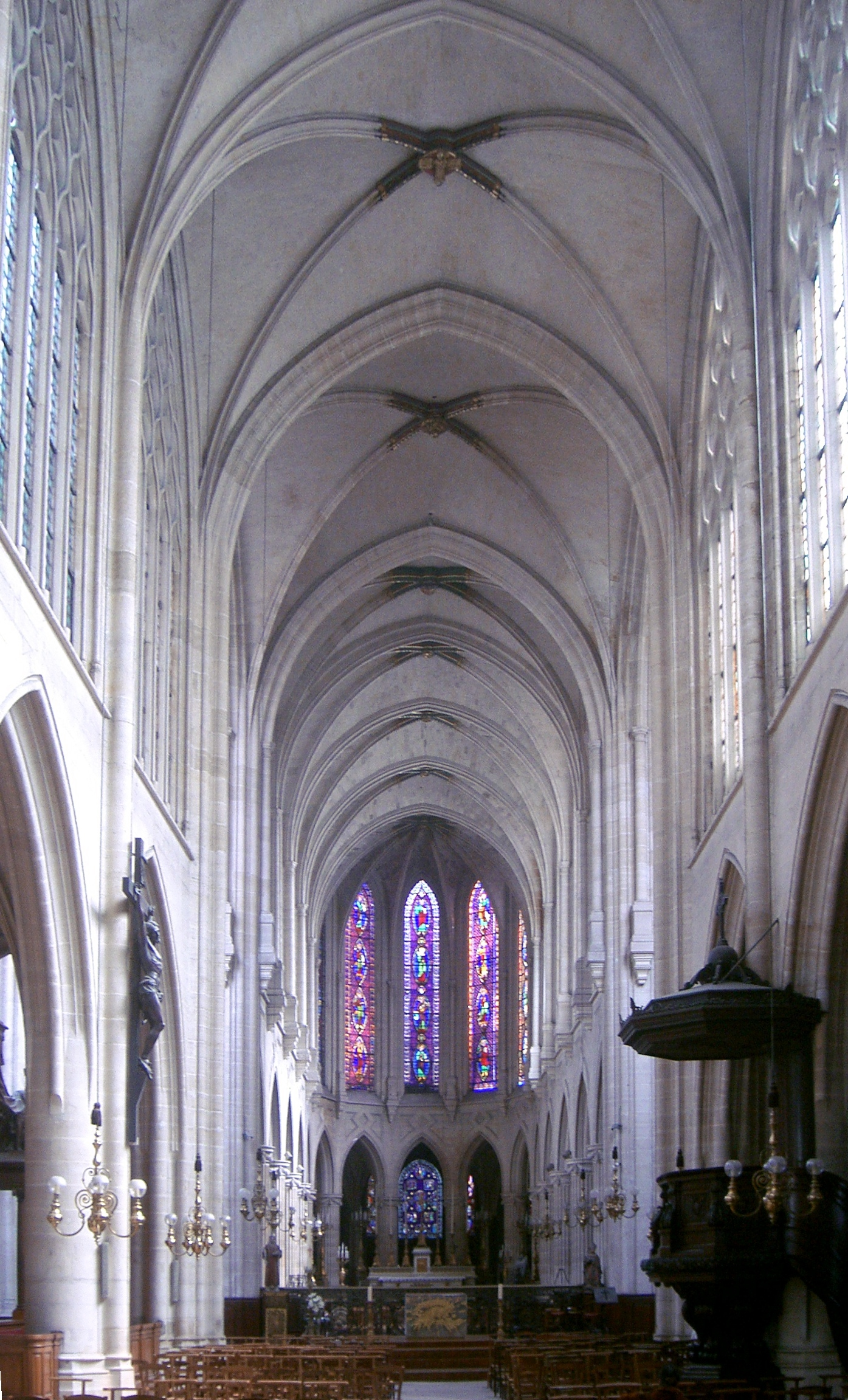
Nhà thờ Saint-Germain-l'Auxerrois
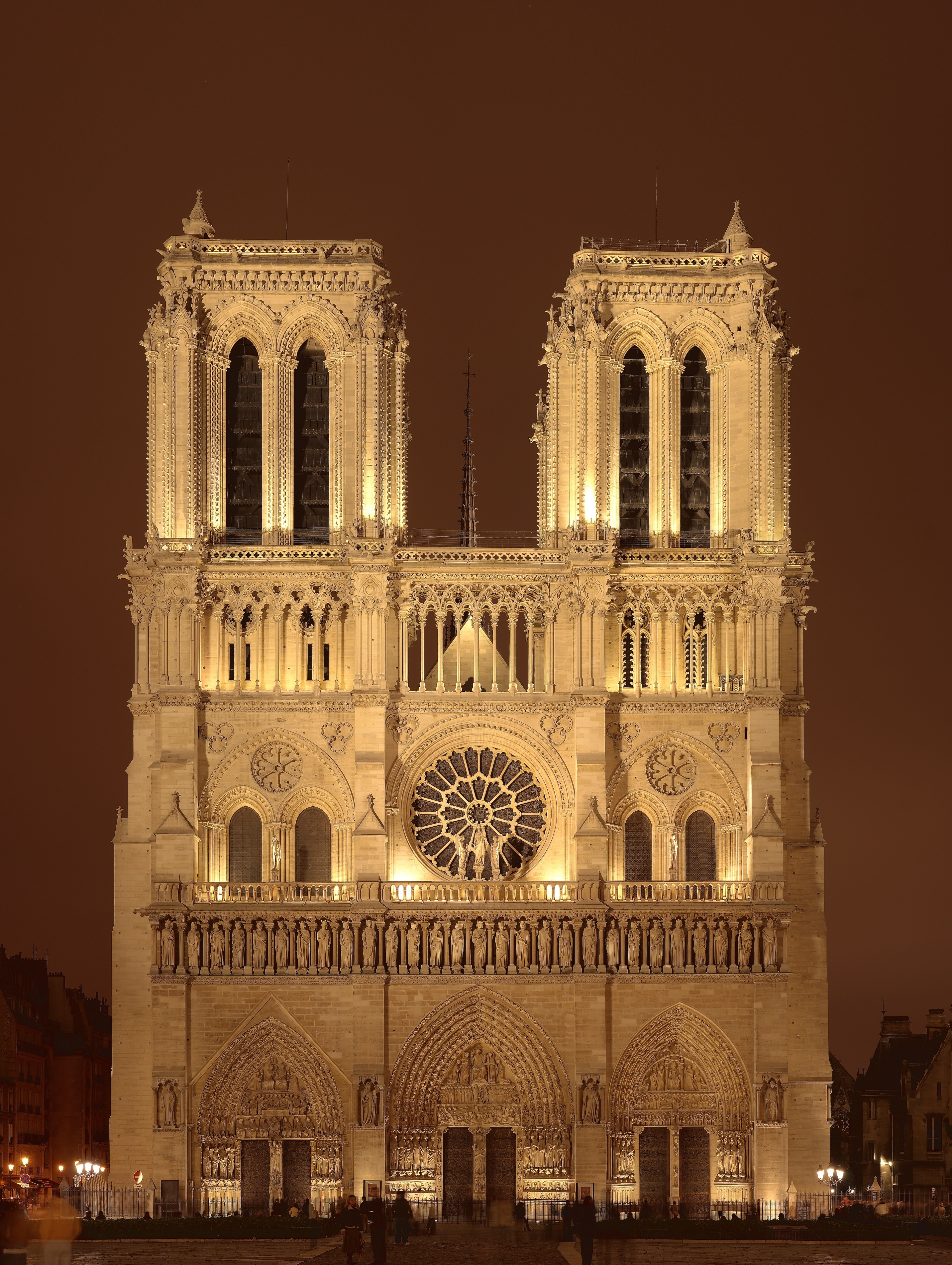
Nhà thờ Đức bà Paris